# Elektrownia Wairakei
Elektrownia Wairakei – druga na świecie elektrownia geotermalna i pierwsza, która wykorzystała gorącą wodę jako źródło do wytwarzania energii elektrycznej. Zlokalizowana jest obok rzeki Waikato, 10 km na północ od Taupō w Nowej Zelandii.

## Energetyka geotermalna w Nowej Zelandii
W Nowej Zelandii, przez centrum Wyspy Północnej przechodzi szeroki na 40 km pas aktywności geotermicznej. Przecina on wyspę z południowego zachodu na północny wschód – od wulkanu Mt. Taranaki przez Park Narodowy Tongariro, Taupō, Rotora aż po White Island, która jest wierzchołkiem podmorskiego, ciągle czynnego wulkanu. W tym rejonie na głębokości 1000 m pod ziemią panuje temperatura około 280 °C.
W Nowej Zelandii 7% energii elektrycznej jest wytwarzana w elektrowniach geotermalnych, 75% energii w elektrowniach wodnych, a pozostałe 18% w elektrowniach opalanych węglem, mazutem i gazem. Elektrownie geotermalne znajdują się tylko na Wyspie Północnej, a wodne na Wyspie Południowej, w rejonie Alp Nowozelandzkich. Wyspę Północną od Wyspy Południowej dzieli Cieśnina Cooka, przez którą poprowadzono podwodny wysokonapięciowy kabel elektroenergetyczny. Przesył energii z Wyspy Południowej na Północną odbywa się prądem stałym.

## Historia
Projekt budowy elektrowni Wairakei powstał w 1947 roku, gdy powstały duże niedobory energii elektrycznej po dwóch latach suszy. Inżynierowie z Nowej Zelandii odwiedzili pierwszą elektrownię geotermalną we Włoszech, jednak miejscowa para zawierała dużą ilość bardzo gorącej wody i nie można było wykorzystać włoskich doświadczeń. W 1955 roku inżynierowie i brytyjska firma Merz i McLennon otrzymali pozwolenie na zaprojektowanie pierwszej geotermalnej elektrowni w Nowej Zelandii. Opracowali zupełnie nową technologię i zbudowali pierwszy na świecie ciśnieniowy separator pary i wody. Wynaleźli także tłumik, który usuwał górny zakres częstotliwości z dosłownie ogłuszającego hałasu wytwarzanego przez wyładowanie. Odgłos był bowiem słyszalny w odległości 10 km, a pracownicy odwiertu doświadczali silnych bólów i zawrotów głowy. Po trzech latach budowy, 15 listopada 1958 roku energia elektryczna została po raz pierwszy dostarczona do sieci krajowej z jednego z generatorów o mocy 6 MW. Elektrownia została ukończona w 1963 roku.
Początkowy projekt w Wairakei zakładał budowę elektrowni i zakładu produkującego ciężką wodę. Miało to być wspólne przedsięwzięcie rządu Nowej Zelandii i brytyjskiego Urzędu Energii Atomowej (UKAEA). Pod koniec 1954 roku został zatwierdzony plan budowy fabryki zdolnej wyprodukować 47 MW energii elektrycznej i 6 ton rocznie ciężkiej wody. Jednak, głównie ze względu na znaczny wzrost kosztów produkcji, UKAEA wycofała się z projektu w 1956 roku. Ponieważ prace przy budowie były już zaawansowane postanowiono otworzyć samą elektrownię.
Elektrownia ma zakończyć pracę do 2026 roku (wtedy wygaśnie pozwolenie). Ma ją zastąpić Elektrownia Te Mihi.

## Produkcja
Elektrownia geotermiczna Wairakei wykorzystuje parę wodną pozyskiwaną z około 200 odwiertów o głębokości do 1500 m. Woda o temperaturze 260 °C jest doprowadzana do rozprężacza pary, gdzie powstaje około 1400 ton pary w ciągu godziny. Para przesyłana jest do turbin elektrowni rurociągami o średnicy 1000 mm z prędkością przepływu około 200 km/h.
Elektrownia Wairakei dostarcza wystarczającą ilość energii elektrycznej, aby zaspokoić około 5 procent potrzeb energii elektrycznej Wyspy Północnej. Stacje Wairakei A i B mają 10 turbin parowych o wielkości od 4-30 megawatów (MW). Moc stacji wynosi 132 MW.

## Właściciel
Elektrownia Wairakei jest własnością i jest zarządzana przez Contact Energy Ltd.

## Ekologia
Woda do chłodzenia elektrowni Wairakei jest obecnie pobierana z rzeki Waikato i po zużyciu jest odprowadzana do niej z powrotem. Niestety zawiera niewielkie ilości siarkowodoru, które zanieczyszczają wodę rzeczną. Aby tego uniknąć buduje się oczyszczalnię biologiczną. W 2005 roku w Wairakei oddano do użytku stację systemu binarnego.

## Zabytek techniki
W ramach projektu Engineering to 1990, zorganizowanego przez instytucję IPENZ (Institution of Professional Engineers New Zealand) w celu uczczenia 150. rocznicy powstania kraju, w 1990 roku została odsłonięta tablica podkreślająca znaczenie tej elektrowni dla rozwoju kraju.